# غريغ جونز (لاعب كرة قدم كندية، مواليد 1988)
غريغ جونز (بالإنجليزية: Greg Jones)‏ هو لاعب كرة قدم أمريكية ولاعب كرة قدم كندية أمريكي، ولد في 5 أكتوبر 1988 في سينسيناتي في الولايات المتحدة.

## وصلات خارجية
- جريج جونز على موقع مرجع كرة القدم المحترفة.كوم (الإنجليزية)